# 2-Diazopropane
Le 2-diazopropane est un composé organique de la famille des diazos, c'est-à-dire qui porte la fonction −N=N+= éminemment instable. Sa formule semi-développée est (CH3)2C=N+=N−. Ce composé est instable et sa décomposition suit une loi du premier ordre avec une demi-vie de trois heures à 0 °C.

## Synthèse
Le 2-diazopropane doit pouvoir être synthétisé par la même voie que le diazoéthane en utilisant de la 2-propylamine en lieu et place de l'éthylamine.
Il peut aussi être formé en partant de l'acétone hydrazone, obtenue de l'acétone azine, via une deshydrogénation avec HgO et KOH :

## Sécurité
Le 2-diazopropane, comme les autres composés diazo, est explosif et très toxique par inhalation, ingestion et contact.